# Round Trip Time
Il Round Trip Time (acronimo RTT, lett. "tempo di andata e ritorno") nelle telecomunicazioni è il tempo che intercorre tra l'invio di un segnale e la ricezione della conferma di arrivo dello stesso.

## Generalità
Nelle reti di telecomunicazione, l'RTT è il tempo che passa da quando il segmento TCP viene inviato (ossia passa al livello di rete) a quando ritorna l'ACK del segmento stesso. Trascurando il tempo di trasmissione dell'ACK, viene calcolato come: 
{\displaystyle RTT=T_{tx}+2T_{p}}
dove {\displaystyle T_{tx}} indica il tempo di trasmissione ({\displaystyle T_{tx}} è il rapporto tra la dimensione del segmento e la velocità di trasmissione) e {\displaystyle T_{p}} il tempo di propagazione.

## Uso
Protocolli di trasporto come TCP prevedono la ricezione di un ACK (riscontro, dall'inglese acknowledgment) in seguito all'arrivo a destinazione dei dati trasmessi. Essi mantengono la stima del RTT corrente per ogni connessione e usano tale stima per determinare il tempo massimo di attesa di un ACK prima della ritrasmissione dei dati.

## Calcolo
All'atto dell'invio di un pacchetto, il mittente registra il valore corrente del tempo locale, e quando riceve l'ACK registra nuovamente il valore temporale. Effettuando la sottrazione tra i due valori si ottiene una stima singola del RTT. Più stime possono essere combinate insieme per calcolare il RTT medio.
Nel protocollo TCP viene stimato analizzando gli RTT dei segmenti non ritrasmessi secondo la seguente formula:
{\displaystyle RTT_{stimato}=(1-\alpha )RTT_{stimato}+\alpha RTT_{campionato}}
dove {\displaystyle \alpha } è posto a {\displaystyle {\frac {1}{8}}} in modo da modellare il valore degli RTT in base ai pacchetti più recenti, dando loro un peso esponenzialmente decrescente.
In realtà questo modo di calcolare l'RTT non tiene conto della varianza dei campioni di RTT. Un nuovo modo di calcolarlo è il seguente:
{\displaystyle DIFF=RTT_{stimato}-RTT_{campionato}}
{\displaystyle RTT_{stimato}=RTT_{stimato}-(delta*DIFF),\quad 0<delta<1}